# Vergueiro (métro de São Paulo)
Vergueiro (en portugais : Estação Vergueiro), anciennement Liberdade, est une station de la ligne 1 (Bleue) du métro de São Paulo. Elle est située au 790 rua Vergueiro, dans le quartier  Libertade, à São Paulo au Brésil.  
Mise en service en 1975, elle est exploitée par la Companhia do Metropolitano de São Paulo (CMSP), exploitant de la ligne 1.

## Situation sur le réseau

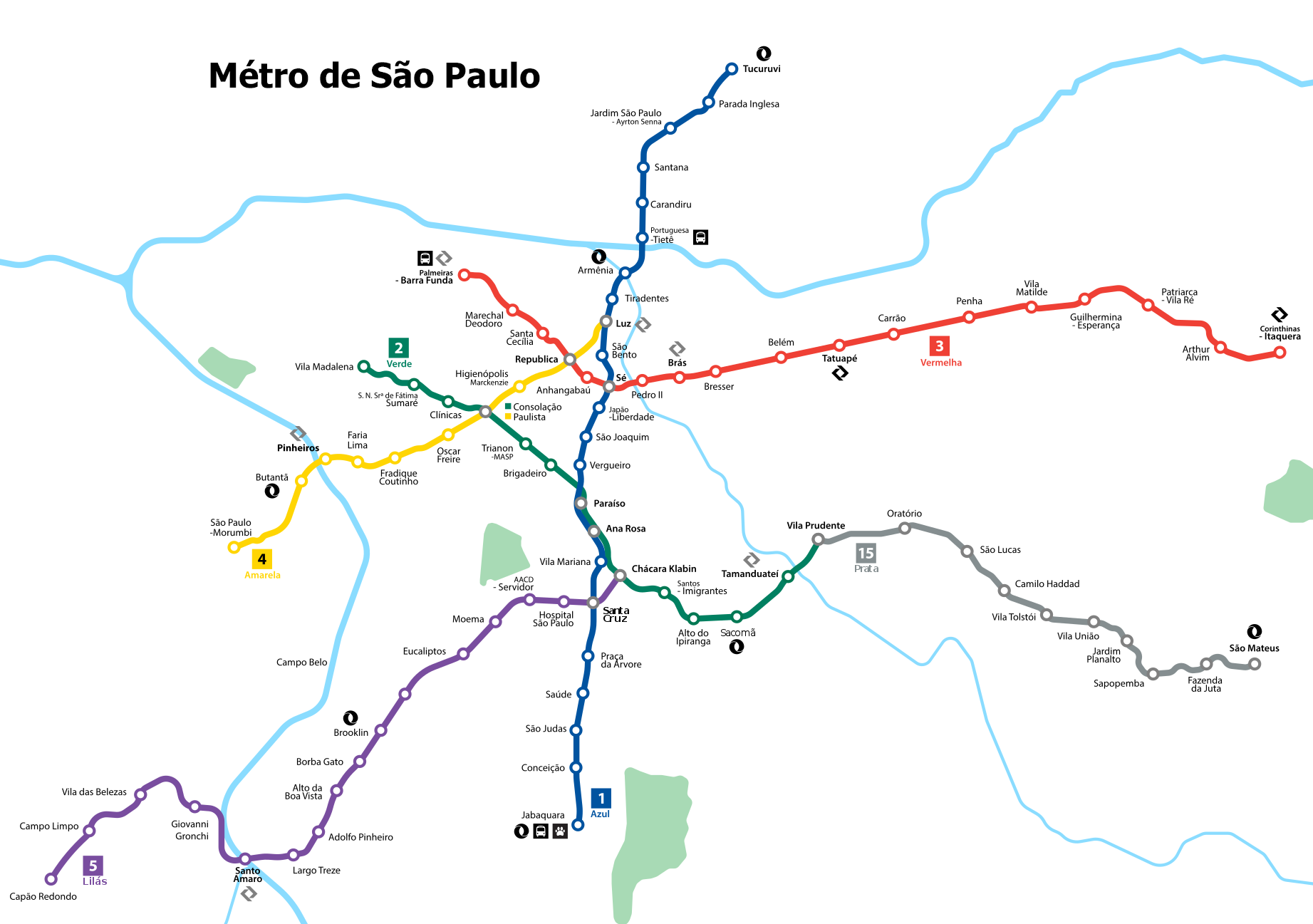
Plan du Métro de São Paulo 2020.

Établie en souterrain, Vergueiro est une station de passage de la ligne 1 du métro de São Paulo (bleue), située entre la station  São Joaquim, en direction du terminus nord Tucuruvi, et la station Paraíso, en direction du terminus sud Jabaquara,.
Elle dispose de deux quais latéraux qui encadrent les deux voies de la ligne. Elle est proche du centre de contrôle opérationnel (CCO) des lignes 1 - Bleue, 2 - Verte et 3 - Rouge du métro.

## Histoire

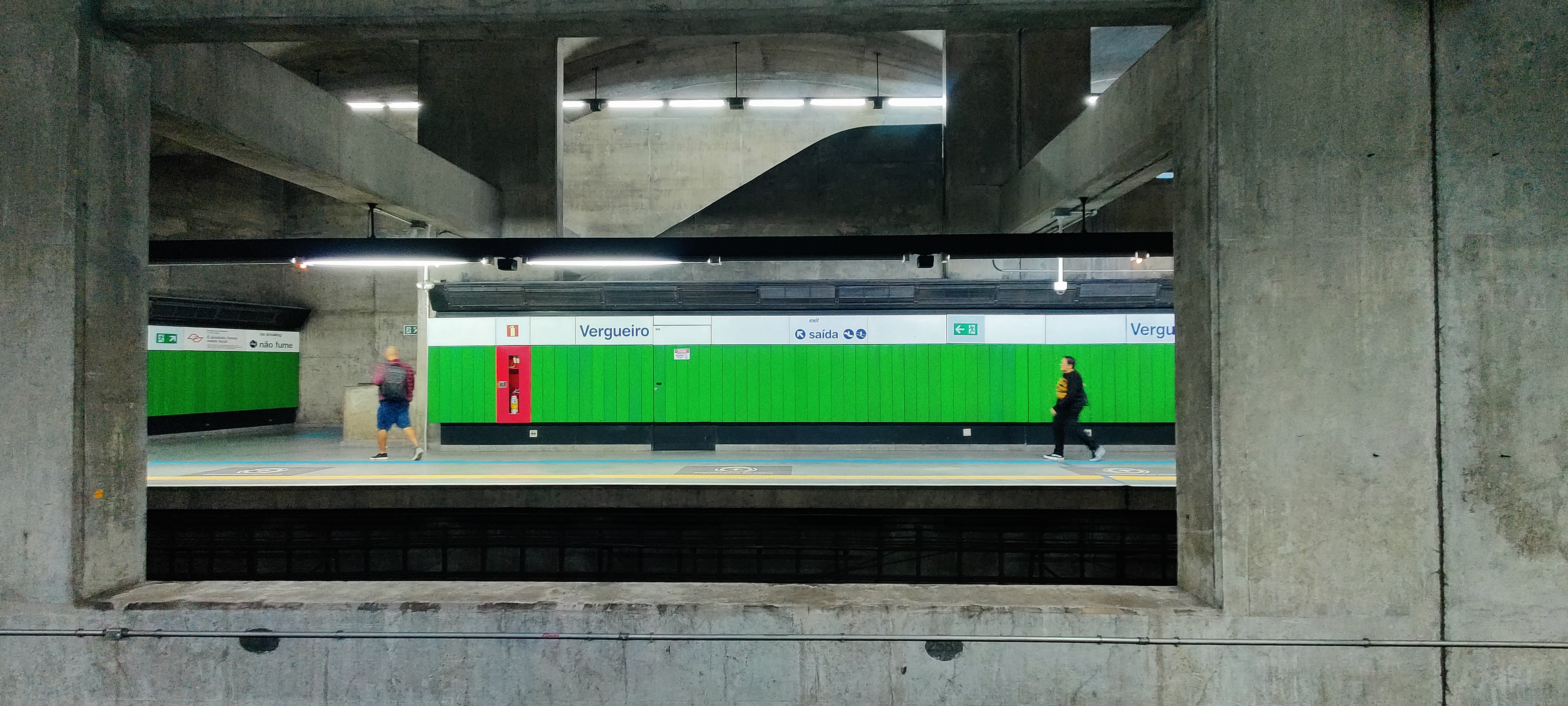
Quai de la station de métro Vergueiro

La station Vergueiro est inaugurée le 17 février 1975. C'est une station souterraine avec structure en b"on apparent, qui dispose de 8 980 m2 de surface construite et est prévue pour un transit de 28 000 voyageurs par heure, en heure de pointe.
Au début des années 2010, Il y apparaît une demande pour un changement de nom de la station, avec l'intention de rendre hommage à l'institution qui a accompli 30 ans en mai 2012, en donnant le nom de Centro Cultural São Paulo au nom déjà populaire d'Estação Vergueiro du métro ; s'accumulant dans un nom supposé compliqué à mémoriser: "Estação Centro Cultural de São Paulo - Vergueiro.
En février 2021, le transit moyen des entrants est de 17 000 personnes par jour ouvrable, selon les données du métro.

## Services aux voyageurs

### Accès et accueil
Son accès principal est situé est situé au 791033 Rua Vergueiro, dans le quartier Liberdade. Elle est accessible aux personnes à la mobilité réduite. 

### Desserte
Vergueiro est desservie par les rames de la ligne 1 du métro de São Paulo de 4h40 à 00h00.

### Intermodalité
À proximité des arrêts de bus sont desservis par les lignes 5290-10 et N604-1.

## À proximité
- Centre culturel São Paulo
- Métro de São Paulo - Centre de contrôle operationel
- Église Santo Agostinho
- Catédrale orthodoxe russe Saint-Nicolas